# The Dixie Dregs
The Dixie Dregs (Ди́кси Дрегз) — американская музыкальная группа во главе с гитаристом Стивом Морсом. Дебютный альбом выпустила в 1977 году.
Музыкальный веб-сайт AllMusic характеризует Dixie Dreggs как «эклектичную группу во главе с гитаристом-виртуозом Стивом Морсом, которая в середине 1970-х годов внесла свой инновационный вклад в джаз-роковый фьюжн», «один из лучших ансамблей жанра джаз-рок-фьюжн всех времён», «сочетавшим виртуозную технику с эклектикой и чувством юмора и духом, которого так часто не хватало другим похожим проектам».
Официально группа дебютировала с альбомом Free Fall в 1977 году. Следующий альбом назывался What If (182 место в Billboard 200 в 1978 году), он стал одним из самых успешных альбомов Dixie Dregs с художественной точки зрения.
В 1981 году группа поменяла название на The Dregs.

## Состав

### Текущий состав
- Стив Морс — гитара (1970—наши дни)
- Род Моргенстин — ударные (1973—наши дни)
- Дейв Лярю — бас-гитара (1988—наши дни)
- Джерри Гудман — скрипка (1992—наши дни)

### Бывшие участники
- Энди Вэст — бас-гитара (1970—1988)
- Фрэнк Бриттингэм — гитара, вокал (1970—1971)
- Дэйв Морс — ударные (1970—1971)
- Джонни Карр — клавишные (1970)
- Марк Пэрриш — клавишные (1970—1971, 1973, 1977—1978)
- Аллен Слоун, M.Д. — скрипка (1973—1981, 1988—1992)
- Барт Ярнал — ударные (1973)
- Джильберт Фрэйер — ударные (1973)
- Фрэнк Джозефс — клавишные (1974—1975)
- Стив Давидовски — клавишные (1975—1977)
- T Лавитц — клавишные (1978—2010)
- Марк О'Коннор — скрипка (1981—1982)

### Замещали в туре
- Джордан Рудесс — клавишные (1994; замещал Т Лавитца)

## Дискография

### Студийные альбомы
- The Great Spectacular  (1975)
- Free Fall  (1977)
- What If  (1978)
- Night of the Living Dregs  (1979)
- Dregs of the Earth  (1980)
- Unsung Heroes  (1981)
- Industry Standard  (1982)
- Off the Record  (1988) (Промо EP)
- Full Circle  (1994)

### Концертные альбомы
- Bring 'Em Back Alive  (1992)
- King Biscuit Flower Hour Presents  (1997)
- California Screamin'  (2000)
- From the Front Row... Live! (Dolby 5.1 DVD-Audio, 2003)

### Сборники
- Best Of The Dixie Dregs  (1987)
- The Best of the Dregs: Divided We Stand  (1989)
- 20th Century Masters: The Best of the Dixie Dregs  (2002)